# 罗贝尔·梅纳尔

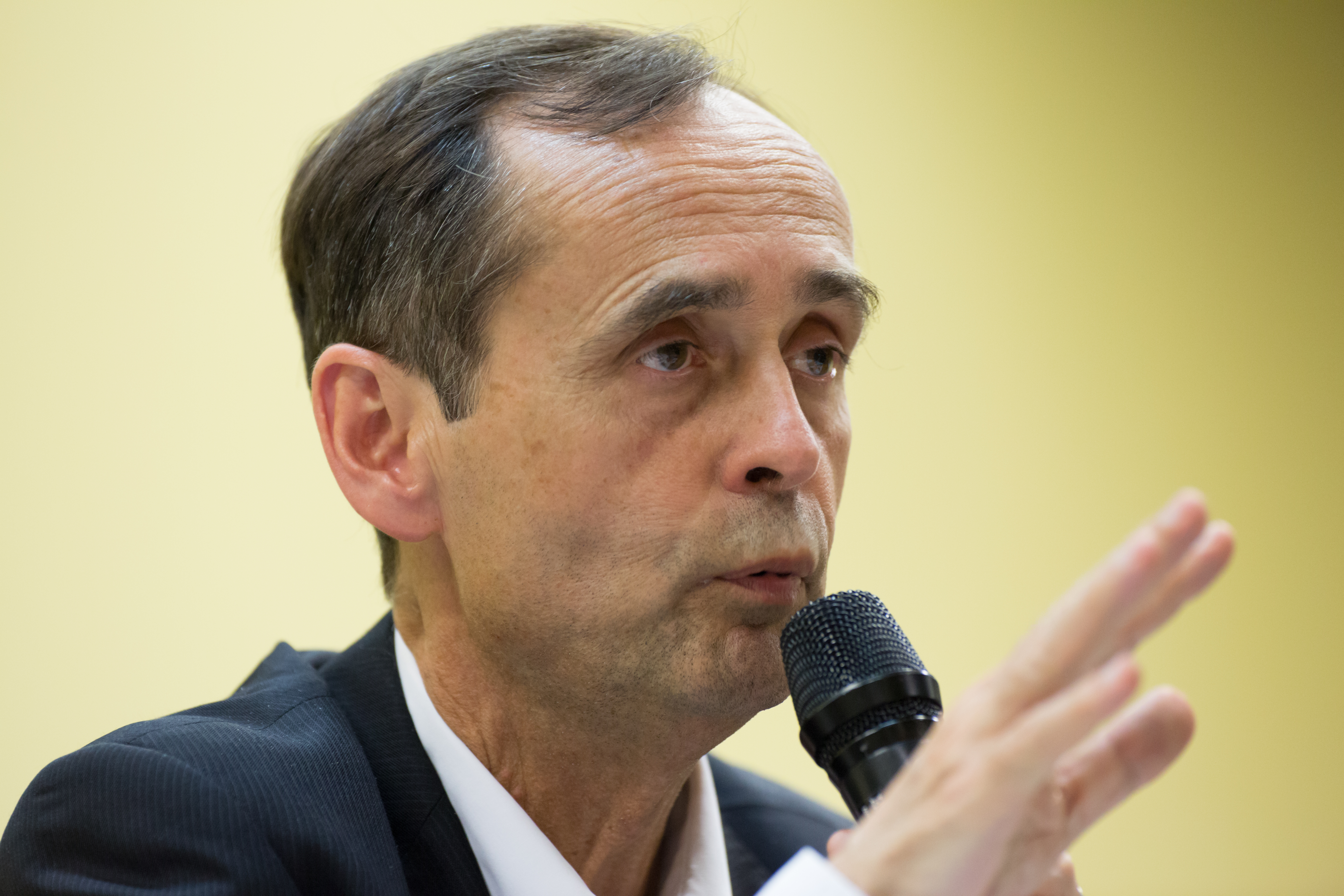
罗贝尔·梅纳尔

罗贝尔·梅纳尔（Robert Ménard，1953年7月6日—）是國際性非政府組織「無疆界記者組織」的創辦人與秘書長。他1953年出生於阿爾及利亞奧蘭，畢業於法國蒙彼利埃大學哲學研究專業。1985年在蒙彼利埃創立「無疆界記者組織」並擔任秘書長（1985-2008）。其政治立場從青年時期的左派轉到極右派。曾任今年又重新擔任貝濟耶市市長。他的座右铭为：“無新闻自由，鬥爭皆無聞！”（ « Sans une presse libre, aucun combat ne peut être entendu »»）
梅納爾長期致力捍衛新聞自由，其成就深獲國際社會廣泛肯定。2006年獲西班牙國王頒贈安東尼奧·阿森西奧獎（Antonio Asensio Prize）及獲美國國家電視藝術與科學學院頒贈艾美獎等多項著名新聞成就獎項。
在一場受法國文化電台（France Culture）的訪談之後，梅納爾變成重大爭論的焦點。在此訪談中，他回應關於被綁架的記者丹尼爾·珀爾（Daniel Pearl）案件的問題，有人解釋他的回應中提到刑求的使用在某些時候是正當的。
2008年7月14日，梅纳爾在法国国庆阅兵式上，因为带领一伙十几名无疆界记者成员扑向叙利亚总统阿萨德，而被防暴警察逮捕收押。